# Шепель, Владимир Сергеевич
Владимир Сергеевич Шепель (род. 17 января 1955) — советский футболист, защитник, нападающий.

## Биография
Начал заниматься футболом в «Нефтянике» Омск. В 1976 году дебютировал в «Иртыше» на позиции нападающего, затем перешел в оборону. За 12 сезонов сыграл 372 матча, забил 34 гола.
После завершения карьеры работал тренером в спортклубе «Красная звезда».
Участник VIII Спартакиады народов РСФСР в составе команды Омской области (1982).